# カヴァッレルレオーネ
カヴァッレルレオーネ（伊: Cavallerleone）は、イタリア共和国ピエモンテ州クーネオ県にある、人口約700人の基礎自治体（コムーネ）。

## 地理

### 位置・広がり

#### 隣接コムーネ
隣接するコムーネは以下の通り。
- カヴァッレルマッジョーレ
- ムレッロ
- ラッコニージ
- ルッフィーア